# Сам II Теосеб Дікей
Сам II Теосеб Дікей — цар Коммагени у 130 до н. е.—100 до н. е. з династії Єрвандідів. 
Був сином і наступником царя Птолемея Коммагенського. Від Піфадоріди мав сина Мітрідата I Каллініка.
Повна титулатура правителя відома з його монет: басилевс Сам Богобоязнений та Справедливий дав.-гр. Βασιλεύς Σάμος Θεοσεβής και Δίκαιος.
Дизайн своїх монет він копіював з монет Селевкідів. Так зображення Сама на халкі у короні з сонячних променів скопійоване з тетрадрахми Антіоха VI.